# Anoplagoninae
Sous-famille
Les Anoplagoninae sont une sous-famille de poissons de l'ordre des Scorpaeniformes.

## Liste des genres
- Anoplagonus
- Aspidophoroides
- Ulcina